# 慈受院
慈受院（じじゅいん）は、京都市上京区百々町にある臨済宗単立の門跡尼院。山号は広徳山。本尊は釈迦如来。薄雲御所とも称する。

## 歴史

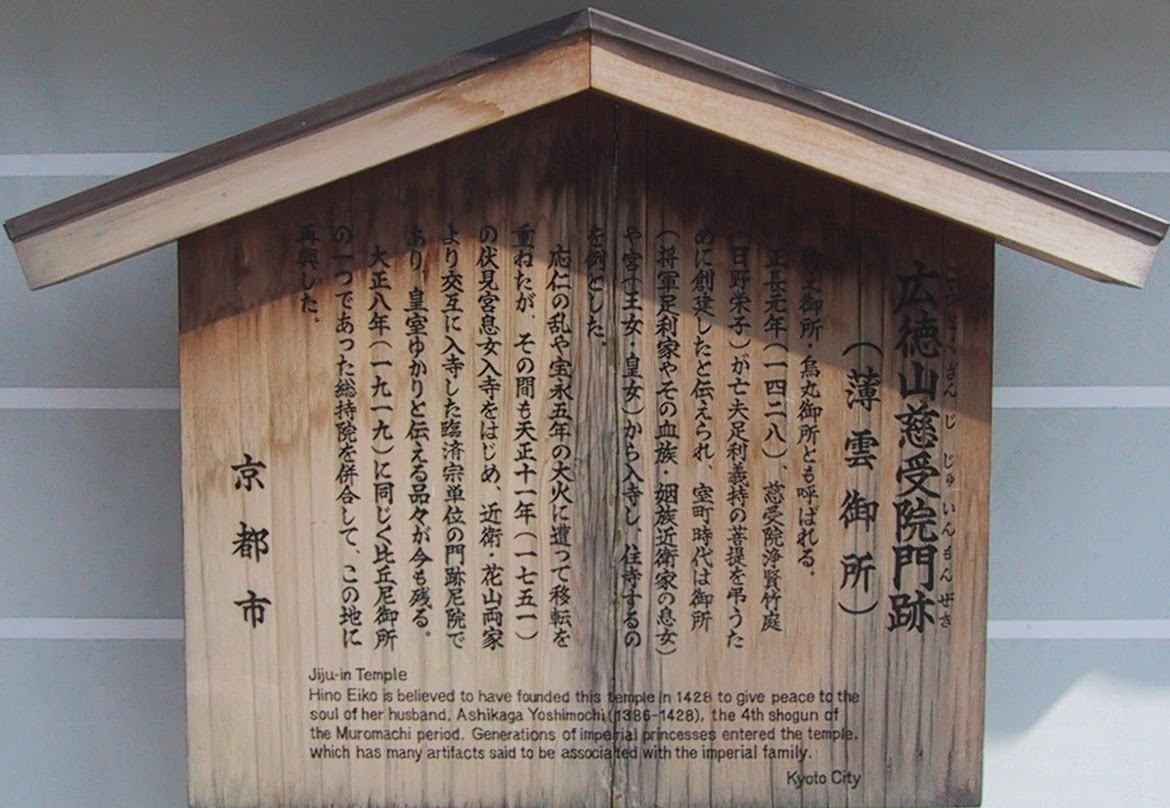
慈受院案内板

正長元年（1428年）、室町幕府4代将軍足利義持の正室である日野栄子が皇室代々の菩提を弔うために創建したと伝えられる。院号の由来は、日野栄子の戒名である慈受院 淨賢竹庭尼大禪師から。
創建以来、皇室、足利将軍家、摂関家より住持が入山している。応仁の乱や宝永5年（1708年）の大火によって焼失し移転を重ねた。大正8年（1919年）に同じく日野栄子が開基の総持院を併合して、現在地に再興した。